# Diervilla
Diervilla (Diervilla) er en planteslægt af løvfældende buske med udløbere. Bladene er ægformede og savtakkede. Blomsterne er samlet i endestillede toppe. Der er tre arter i det østlige Nordamerika.
| Arter |

- Bækdiervilla (Diervilla rivularis) – yderst sjælden i Danmark
- Canadisk diervilla (Diervilla lonicera) – yderst sjælden i Danmark
- Ustilket diervilla (Diervilla sessilifolia)